# Herzwerk
Albums de Megaherz
Wer Bist Du?
(1997)
Herzwerk est le premier album du groupe de metal industriel allemand Megaherz. Il s'agit d'un album auto-produit, sorti en 1995. Plusieurs de ses pistes ont été remastérisées et incorporées à l'album Wer Bist Du?.

## Liste des pistes
1. Die Krone der Schöpfung – An ein Kind - 4:34
2. Zeit - 4:08
3. Negativ - 3:38
4. Teufel im Leib' - 4:20
5. Komm' her - 3:53
6. Hänschenklein 1995 - 4:05
7. Wir sterben jung - 5:14
8. Sexodus - 4:46 (Bonus track)
9. Spring' in die Schlucht - 4:37 (Bonus track)
10. Die Krone der Schöpfung – Das Ende - 2:21